# Georgiu Gingăraș
Georgiu Gingaraș (n. 21 mai 1959) este un fost deputat român în legislatura 2000-2004, ales în județul Argeș pe listele partidului PSDR, care a devenit apoi PSD. Georgiu Gingăraș a fost ministrul tineretului și sportului în perioada decembrie 2000 - iunie 2003. Din 2002 este cetățean de onoare al orașului Bistrița.

## Legături externe
- Georgiu Gingăraș Arhivat în 3 decembrie 2021, la Wayback Machine. la cdep.ro